# Badgam
Badgom är en ort i Indien.   Den ligger i unionsterritoriet Jammu och Kashmir, i den norra delen av landet, 600 km norr om huvudstaden New Delhi. Badgom ligger 1 634 meter över havet och antalet invånare är 18 133.
Terrängen runt Badgom är platt åt nordost, men åt sydväst är den kuperad. Runt Badgom är det tätbefolkat, med 459 invånare per kvadratkilometer. Närmaste större samhälle är Srinagar, 11,0 km nordost om Badgom. Trakten runt Badgom består till största delen av jordbruksmark.